# لاوچکین لا-۱۱
ال‌ای-۱۱ (به انگلیسی: Lavochkin_La-11) یک هواگرد از نوع جنگنده ساخت شرکت لاوچکین است. هواگرد ال‌ای-۱۱ نخستین پروازش را در مه ۱۹۴۷ میلادی انجام داد. این هواگرد در سال آوریل ۱۹۵۰ میلادی رسماً معرفی گردید و در سال‌های ۱۹۴۷–۱۹۵۱ تولید شده‌است. در مجموع، تعداد ۱٬۲۳۲ فروند از این هواگرد ساخته شده‌است.